# 畢昇
畢 昇（ひつ しょう、972年 - 1051年）は、北宋の発明家。蘄州蘄水県直河の人。沈括『夢渓筆談』によれば、慶暦年間（1041年-1048年）、膠泥活字を用いた活版印刷術を発明した。
畢昇の墓石は1990年秋に湖北省英山県草盤地鎮五桂墩村で発見された。

## 典拠
1. ↑  沈括『夢溪筆談』「慶暦中，有布衣畢昇，又為活版。其法用膠泥刻字，薄如錢唇，毎字為一印，火燒令堅，先設一鐵版，其上以松脂臘和紙灰之類冒之。欲印則以一鐵範置鐵板上，乃密布字印…」
2. ↑  湖北百科によると、1990年に畢昇墓碑発見し、中国国家文物鑑定委員会副主任委員史樹青等28名専門学者が鑑定